# فرودگاه موچیمبوا دا پرایا
فرودگاه موچیمبوا دا پرایا (به انگلیسی: Moçimboa da Praia Airport) یک فرودگاه همگانی با کد یاتا MZB است . این فرودگاه در کشور موزامبیک قرار دارد .